# Critics’ Choice Television Award/Bester Hauptdarsteller in einem Fernsehfilm oder einer Miniserie
Der Critics’ Choice Television Award in der Kategorie Bester Hauptdarsteller in einem Fernsehfilm oder einer Miniserie (Originalbezeichnung: Best Actor in a Movie/Miniseries) ist eine der Auszeichnungen, die jährlich in den Vereinigten Staaten von der Broadcast Television Journalists Association, einem Verband von Fernsehkritikern, verliehen werden. Sie richtet sich an Schauspieler, die eine hervorragende Leistung in einer Hauptrolle in einem Fernsehfilm oder einer Miniserie erbracht haben. Die Kategorie wurde 2012 ins Leben gerufen. Die Gewinner werden in einer geheimen Abstimmung durch die Fernsehkritiker des Verbandes ermittelt.

## Geschichte und Rekorde
Seit der zweiten Verleihung hat die Broadcast Television Journalists Association eine Gesamtanzahl von neun Preisen in der Kategorie Bester Hauptdarsteller in einem Fernsehfilm oder einer Miniserie an neun verschiedene Schauspieler verliehen. Der erste Preisträger war Benedict Cumberbatch, der 2012 für seine Rolle als Sherlock Holmes in Sherlock ausgezeichnet wurde. Der bisher letzte Preisträger war Jharrel Jerome, der 2020 für seine Rolle als Korey Wise in When They See Us geehrt wurde.
Die folgende Liste ist eine Aufzählung von Rekorden der häufigsten Nominierten und Gewinnern in der Kategorie Bester Hauptdarsteller in einem Fernsehfilm oder einer Miniserie. Die Gewinner und Nominierten in den anderen Schauspielerkategorien werden nicht mitgezählt.
| Statistik                                         | Schauspieler/Serie   | Anzahl | Jahre                          |
| ------------------------------------------------- | -------------------- | ------ | ------------------------------ |
| Häufigste Nominierungen (Schauspieler) (* = Sieg) | Benedict Cumberbatch | 4      | 2012*, 2013, 2014, 2016 (Dez.) |
| Häufigste Nominierungen ohne Sieg (Schauspieler)  | Dominic West         | 2      | 2012, 2013                     |
| Häufigste Nominierungen ohne Sieg (Schauspieler)  | Hugh Grant           | 2      | 2019, 2021                     |
| Häufigste Auszeichnungen (Serie)                  | Fargo                | 2      | 2014, 2018                     |
| Häufigste Nominierungen (Serie) (* = Sieg)        | Fargo                | 5      | 2014 (2×)*, 2016, 2018*, 2021  |

## Gewinner und Nominierte
Die unten aufgeführten Fernsehfilme und Miniserien werden mit ihrem deutschen Ausstrahlungstitel (sofern ermittelbar) angegeben, danach folgt in Klammern in kursiver Schrift der fremdsprachige Originaltitel. Die Nennung des Originaltitels entfällt, wenn deutscher und fremdsprachiger Filmtitel identisch sind. Die Gewinner stehen hervorgehoben in fetter Schrift an erster Stelle.
2012
Benedict Cumberbatch – Sherlock
Kevin Costner – Hatfields & McCoys
Idris Elba – Luther
Woody Harrelson – Game Change – Der Sarah-Palin-Effekt (Game Change)
Bill Nighy – Die Verschwörung – Verrat auf höchster Ebene (Page Eight)
Dominic West – The Hour
2013
Michael Douglas – Liberace – Zu viel des Guten ist wundervoll (Behind the Candelabra)
Benedict Cumberbatch – Parade’s End – Der letzte Gentleman (Parade’s End)
Matt Damon – Liberace – Zu viel des Guten ist wundervoll (Behind the Candelabra)
Toby Jones – The Girl
Al Pacino – Der Fall Phil Spector (Phil Spector)
Dominic West – The Hour
2014
Billy Bob Thornton – Fargo
David Bradley – Ein Abenteuer in Raum und Zeit (An Adventure in Space and Time)
Benedict Cumberbatch – Sherlock: Sein letzter Schwur (His Last Vow)
Chiwetel Ejiofor – Dancing on the Edge
Martin Freeman – Fargo
Mark Ruffalo – The Normal Heart
2015
David Oyelowo – Nachtigall (Nightingale)
Michael Gambon – Ein plötzlicher Todesfall (The Casual Vacancy)
Richard Jenkins – Olive Kitteridge
James Nesbitt – The Missing
Mark Rylance – Wolf Hall
Kiefer Sutherland – 24: Live Another Day
2016 (Jan.)
Idris Elba – Luther
Wes Bentley – American Horror Story (American Horror Story: Hotel)
Martin Clunes – Arthur & George
Oscar Isaac – Show Me a Hero
Vincent Kartheiser – Saints & Strangers
Patrick Wilson – Fargo
2016 (Dez.)
Courtney B. Vance – American Crime Story (The People v. O. J. Simpson: American Crime Story)
Bryan Cranston – Der lange Weg (All the Way)
Benedict Cumberbatch – Sherlock: Die Braut des Grauens (The Abominable Bride)
Cuba Gooding junior – American Crime Story (The People v. O. J. Simpson: American Crime Story)
Tom Hiddleston – The Night Manager
Tim Matheson – Killing Reagan
2018
Ewan McGregor – Fargo
Jeff Daniels – Godless
Robert De Niro – The Wizard of Lies – Das Lügengenie (The Wizard of Lies)
Jack O’Connell – Godless
Evan Peters – American Horror Story (American Horror Story: Cult)
Bill Pullman – The Sinner
Jimmy Tatro – American Vandal
2019
Darren Criss – American Crime Story
Antonio Banderas – Genius: Picasso
Paul Dano – Escape at Dannemora
Benicio del Toro – Escape at Dannemora
Hugh Grant – A Very English Scandal
John Legend – Jesus Christ Superstar Live in Concert
2020
Jharrel Jerome – When They See Us
Christopher Abbott – Catch-22
Mahershala Ali – True Detective
Russell Crowe – The Loudest Voice
Jared Harris – Chernobyl
Sam Rockwell – Fosse/Verdon
Noah Wyle – The Red Line
2021
John Boyega – Small Axe
Hugh Grant – The Undoing
Paul Mescal – Normal People
Chris Rock – Fargo
Mark Ruffalo – I Know This Much is True
Morgan Spector – The Plot Against America
2022
Michael Keaton – Dopesick
Olly Alexander – It’s a Sin
Paul Bettany – WandaVision
William Jackson Harper – Love Life
Joshua Jackson – Dr. Death
Hamish Linklater – Midnight Mass
2023
Daniel Radcliffe – Weird: Die Al Yankovic Story (Weird: The Al Yankovic Story)
Ben Foster – The Survivor
Andrew Garfield – Mord im Auftrag Gottes
Samuel L. Jackson – The Last Days of Ptolemy Grey
Sebastian Stan – Pam & Tommy
Ben Whishaw – This Is Going to Hurt